# Runtoft
Runtoft eller Rundtoft (tysk: Gut Rundhof) er et gods beliggende i det østlige Angel i Sydslesvig i nærheden af Gelting. Administrativt hører Runtoft under Stangled kommune i Slesvig-Flensborg kreds i den tyske delstat Slesvig-Holsten. I kirkelig henseende hører stedet under Eskeris Sogn.

## Historie
Runtoft nævnes allerede 1231 i Jordebogen (Runætoft) som krongods. Hovedgården ved Eskeris var i 1200-tallet dansk krongods og centrum for et kongelig len af samme navn, men kom i senmiddelderen i adelens eje. I 1460 kom gården i en periode i Wisch-familiens eje. Tidligere havde godset tilhørt den danske adelsslægt Skram. Under Erik af Pommerns krig mod holstenerne om Sønderjylland var gårdens daværende ejer, Erik Krummedige, på kongens side. Ved landsdelingen i 1490 kom gården under Frederik 1. arvedel, som stadfæstede de adelsgosers administrative og jurisdiktionelle selvstændighed i 1524. I 1557 kom godset i Rumohr-familiens eje. Gården omfattede i 1400-tallet en række ejendomme i Angel såsom i Eskeris Sogn (Berrishave, Grisgaard, Løgtoft, Nisvrå, Runtoft, Rørmose, Stubdrup, Tolslev og Vippetorp) i Gelting Sogn (Dyttebøl, Nyby, Pommerby og Ø / Gade), i Tøstrup Sogn (Drølt, Fuglsang, Gulde, Hvidkilde, Skørdrup, Stoltebøl og Ørsbjerg) samt i Kværn Sogn (Hatlund), Stenbjerg Sogn (Stenbjerg), Sterup Sogn (Agetoft og Sterup), i Sørup Sogn (Skovby), i Bøl Sogn (Bøl og Bøl Skovby) i Nørre Brarup Sogn (Arrild, Flarup, Rygge, Skæggerød, Vogsrød), i Strukstrup Sogn (Boholt), i Grumtoft Sogn (Dollerup), i Husby Sogn (Husbyskov) og i Rylskov Sogn (Masbøl). Ejendomme strakte sig over flere herreder (Ny Herred, Strukstrup Herred og Husby Herred). Senere kom enkelte gårde under f. eks Bukhavn gods (Ø) og Udmark gods (Hatlund og Stubdrup). I 1500-tallet kom en del fjerntliggende strøgods i Bjerrum, Enge og Ellund samt i Lille og Store Solt til. 1593 udskiltes Dyttebøl, Røst og Tøstrup med en del gårde. Som andre godser i omegnen dannede Runtoft et selvstændigt retsdistrikt. Som følge af patrimonialjurisdiktionens afskaffelse i 1853 kom Runtoft som alle andre godser i Angels godsdistrikt under det nyoprettede Kappel Herred.

## Navn
Herregårdens navn er første gang dokumenteret 1231 (Valdemars Jordebog). Den jyske / angeldanske udtale er Runtåwt. Forleddet er afledt af mandsnavn Runi. Personnavnet henføres etymologisk til rune. Samme navn indgår i Runmark. Forleddet kan også være afledt af oldnordisk runnr i betydning busk, krat.
Den nuværende hovedbygning er opført 1753/55 i barokstilen. Planerne stammede fra den dansk-tyske arkitekt Johann Gottfried Rosenberg. I årene 1785 til 1790 blev den senbarokke bygning udviet i klassicismens stil.

## Skove
Der hører flere mindre skovområder til Runtoft med et samlet areal på 200 ha. Der kan nævnes:
- Moderkobbel (Mörderkobbel), første gang nævnt 1619, navnet er afledt af subst. (heste-)moder (moderdyr), blev på tysk omtydet til Mörder-, beliggende nordøst for Runtoft gods med et areal på 54 ha
- Storkobbel (Großkoppel), blandet bøgeskov, første gang nævnt 161, med et areal på 26 ha
- Skovkobbel (Holzkoppel) beliggende ved vejen til Løgtoft med et areal på 27 ha
- Kors (Kreuzer Holz), blandet bøgeskov, første gang nævnt 1690, beliggende sydvest for Runtoft gods med et areal på 22 ha
- Døvmose (Taubenmaas), blandet bøgeskov med enkelte nåletræer, første gang nævnt 1690, af adj. døv i betydning ufrugtbar, ordet bruges i sønderjysk også om korn og frugter uden kærne, senere på tysk omtydet til due- (Taube), beliggende nord for Runtoft gods med et areal på 14 ha
- Christiansløkke, første gang nævnt 1764, beliggende nordvest for Runtoft gods direkte ved Trankær Skov med et areal på 8 ha[5].